# Curlie
El Projecte de Directori Obert (PDO), també conegut com a DMoz (per Directori Mozilla) o Open Directory Project (ODP), va ser un directori de contingut obert i multilingüe d'enllaços de la xarxa Internet i que era mantingut per una comunitat d'editors voluntària tot i ser-ne AOL la propietària.
Qualsevol persona hi podia suggerir un enllaç en una categoria determinada, que després havia de ser aprovada per un editor. Qualsevol persona podia optar a ser-ne editor emplenant un formulari en el qual defensa la seva aptitud per a organitzar una categoria. El projecte estava dividit en diverses branques segons l'idioma, i les categories de pàgines s'organitzen ontològicament de forma jeràrquica dins de cadascuna de les branques.
Les dades del projecte estan disponibles per a qualsevol pàgina web que vulgui usar-los, sempre que s'hi anoti l'atribució adequada i se segueixi la seva llicència d'ús. Per exemple, el directori de Google està basat en l'ODP tal com afegeix l'ordenació segons el PageRank de cada pàgina categoritzada.
PDO/DMOZ va tancar el 17 de març de 2017 perquè AOL no va voler mantenir més el projecte. Aquest dia, el lloc va passar a ser una sola pàgina amb enllaços a la còpia d'arxiu estàtica del PDO i al fòrum de discussió del projecte, on s'hi discuteixen els plans per cercar una nova denominació i rellançar el projecte.

## Història
ODP va ser fundada com Gnuhoo per Rich Skrenta i Bob Truel el 1998. En aquells dies, Skrenta i Truel treballen com a enginyers de Sun Microsystems. Chris Tolles, que va treballar a Sun Microsystems com a cap de màrqueting de productes de seguretat de xarxa, també va signar el 1998 com a cofundadora de Gnuhoo juntament amb els cofundadors Bryn Dole i Jeremy Wenokur. Skrenta era ja ben conegut pel seu paper en el desenvolupament de TASS, un avantpassat de TIN, el popular lector de notícies Usenet de rosca per a sistemes Unix. De manera coincident, l'estructura original de categoria del directori Gnuhoo es basa vagament en l'estructura dels grups de notícies Usenet llavors en existència.
El directori Gnuhoo néixer el 5 de juny de 1998. Després d'un article Slashdot Gnuhoo va suggerir que no tenia res en comú amb l'esperit del programari lliure, [1] pel que el Projecte GNU era conegut. Richard Stallman i la Free Software Foundation es van oposar a la utilització de "GNU". Així Gnuhoo es va canviar a NewHoo. Yahoo llavors es va oposar a la utilització de "Hoo" en el nom, el que va moure a canviar el nom una altra vegada. ZURL va ser la probable elecció. No obstant això, abans de passar a ser ZURL, NewHoo va ser adquirit per Netscape Communications Corporation l'octubre de 1998, i es va convertir en l'Open Directory Project. Netscape va alliberar a les dades ODP en virtut de la llicència d'Open Directory. Netscape va ser adquirida per AOL poc després, ODP i va ser un dels actius inclosos en l'adquisició. AOL posteriorment es va fusionar amb Time-Warner.